# Claire Heyman
Pour les articles homonymes, voir Heyman.
Claire Heyman (Roubaix, 4 octobre 1902 - Paris 12e, 12 mai 1997) est une résistante, assistante sociale juive de l'hôpital Rothschild qui durant la Seconde Guerre mondiale sauve de nombreux enfants juifs hospitalisés dans cet établissement.

## Éléments biographiques
Claire Heyman est née le 4 octobre 1902 à Roubaix. 
Elle devient assistance sociale en 1932 à l'hôpital Rothschild.

### Hôpital Rothschild
Durant la Seconde Guerre mondiale, Claire Heyman organise le sauvetage de nombreux enfants Juifs hospitalisés à l'hôpital Rothschild, avec l'aide en particulier de la pédiatre Colette Brull-Ulmann,,,.

### Réseau de la Résistance
Elle intègre par la suite le réseau PLUTUS.

## Honneurs
- Médaille de la Résistance française décernée par décret du 31 mars 1947[9].

## Hommages
- Parvis Claire-Heyman-et-Maria-Errazuriz à l'hôpital Rothschild, angle de la rue Santerre et de la rue de Picpus dans le 12e arrondissement de Paris[10],[11],[12],[13],[14],[15],[16],[17].